# Kodovjat
Kodovjat es una localidad albanesa del condado de Elbasan. Se encuentra situada en el centro del país y desde 2015 está constituida como una unidad administrativa del municipio de Gramsh. A finales de 2011, el territorio de la actual unidad administrativa tenía 2355 habitantes.
La unidad administrativa incluye los pueblos de Kodovjat, Bratilë, Bulcar, Kishte, Kokel, Posnovisht, Shelcan, Bersnik i Poshtëm, Bersnik i Sipërm, Mashan y Broshtan.
Se ubica unos 10 km al sureste de la capital municipal Gramsh, sobre la carretera SH71 que lleva a Korçë.